# Shinglehouse
Shinglehouse és una població dels Estats Units a l'estat de Pennsilvània. Segons el cens del 2000 tenia 1.250 habitants.

## Demografia
Segons el cens del 2000, Shinglehouse tenia 1.250 habitants, 513 habitatges, i 319 famílies. La densitat de població era de 230,9 habitants/km².
Dels 513 habitatges en un 30% hi vivien nens de menys de 18 anys, en un 51,3% hi vivien parelles casades, en un 7,4% dones solteres, i en un 37,8% no eren unitats familiars. En el 34,3% dels habitatges hi vivien persones soles el 19,5% de les quals corresponia a persones de 65 anys o més que vivien soles. El nombre mitjà de persones vivint en cada habitatge era de 2,44 i el nombre mitjà de persones que vivien en cada família era de 3,19.
Per edats la població es repartia de la següent manera: un 27,5% tenia menys de 18 anys, un 6,7% entre 18 i 24, un 25,7% entre 25 i 44, un 20,9% de 45 a 60 i un 19,2% 65 anys o més.
L'edat mediana era de 38 anys. Per cada 100 dones de 18 o més anys hi havia 84,1 homes.
La renda mediana per habitatge era de 25.987$ i la renda mediana per família de 35.750$. Els homes tenien una renda mediana de 30.417$ mentre que les dones 20.000$. La renda per capita de la població era de 13.253$. Entorn del 9,8% de les famílies i el 13,1% de la població estaven per davall del llindar de pobresa.

## Poblacions més properes
El següent diagrama mostra les poblacions més properes.